# Dorota Masłowska
Œuvres principales
Wojna polsko-ruska pod flagą biało-czerwoną
Paw królowej
Kochanie, zabiłam nasze koty

Dorota Masłowska, née le 3 juillet 1983 à Wejherowo, près de Gdańsk (Pologne), est une écrivaine polonaise, romancière, dramaturge et journaliste, dont les débuts en littérature ont été particulièrement remarqués, évoquant le succès, dans la France des années 1950 du Bonjour tristesse de Françoise Sagan. Son premier roman, Polococktail Party, a été salué à la fois par la critique — qui évoque un « véritable événement littéraire » allant jusqu'à lui reconnaître l'originalité d'un Gombrowicz débutant avec Ferdydurke — et par le public. Elle reçoit la médaille de bronze du Mérite culturel polonais Gloria Artis en 2015. Elle est également autrice-compositrice-interprète.

## Biographie
Dorota Masłowska est née dans le Nord de la Pologne, dans la région de Gdańsk, où elle a grandi. Après ses études secondaires, elle est admise à la faculté de psychologie de l'université de Gdańsk, mais elle préfère finalement s'installer à Varsovie, où elle intègre la filière « Connaissance des cultures » de l'université de Varsovie.
Elle débute très jeune en littérature en remportant, à 17 ans, le concours littéraire lancé par le mensuel féminin Twój Styl (pl). Le magazine publie des pages de son journal intime, et cette première publication apporte à la jeune fille un premier succès public.
En septembre 2002, la publication de son roman Wojna polsko-ruska pod flagą biało-czerwoną (que l'on peut traduire littéralement par La Guerre polono-russe sous une bannière blanche et rouge) — écrit en un mois à la veille de son baccalauréat — déclenche une véritable fièvre médiatique et un succès aussi considérable qu'inattendu. Le livre, dont la traduction sera publiée en France, en 2003, sous le titre Polococktail Party, brosse un portrait surprenant et rafraîchissant de la jeunesse polonaise, marginalisée et résignée, de l'ère post-communiste. La critique est dithyrambique et compare Dorota à Gombrowicz, Gogol et Céline. Le livre s'installe en tête des meilleures ventes, et 50 000 exemplaires sont vendus en quelques mois, ce qui ne s'était jamais vu en Pologne.

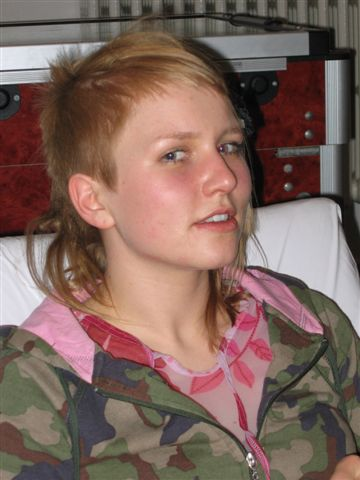
Dorota Masłowska en 2005.

Dans sa critique publiée en février 2004 dans le magazine Lire après la publication de la traduction française du roman, Carole Vantroys évoque un « interminable monologue intérieur », une « plongée dans les bas-fonds de la Pologne postcommuniste » : « Dans une langue d'une éblouissante créativité, cette Sagan polonaise dresse le portrait sous acide d'une génération perdue avec une surprenante maturité. »
La publication, en 2005, de son second roman, Paw królowej (titre ambigu en raison d'un jeu de mots, que l'on peut traduire par Le Paon de la reine, mais également par Les Vomissements de la reine), ne semble pas obtenir la même popularité, mais il a été récompensé en 2006 par le Prix Nike, le prix littéraire le plus prestigieux de Pologne.
La même année, Dorota Masłowska publie une pièce de théâtre, Dwoje biednych Rumunów mówiących po polsku (Deux pauvres Roumains parlant polonais), qui est représentée au Théâtre Rozmaitości (pl) de Varsovie.
Actuellement, Dorota Masłowska vit à Varsovie, collaborant régulièrement avec un certain nombre de magazines, notamment les hebdomadaires Przekrój (pl) et Gazeta Wyborcza ou le mensuel Lampa (pl), tout en poursuivant ses études.

### Vie privée
Elle a eu une relation avec l'écrivain et romancier Kazimierz Malinowski, avec qui elle a une fille, Malina (née en 2004). En 2006, elle fréquente l'acteur Eryk Lubos.

## Œuvres
- 2002 : Wojna polsko-ruska pod flagą biało-czerwoną, Lampa i Iskra Boża, Varsovie —  (ISBN 8-386-73587-2) (édition française, voir ci-dessous ; édition anglaise : White and Red, Atlantic Books,  (ISBN 1-843-54423-7); édition américaine : Snow White and Russian Red, Grove Press —  (ISBN 0-802-17001-3))
- 2005 : Paw królowej, Lampa i Iskra Boża, Varsovie —  (ISBN 8-389-60320-9) (édition française, voir ci-dessous)
- 2006 : Dwoje biednych Rumunów mówiących po polsku, Lampa i Iskra Boża, Varsovie —  (ISBN 8-389-60341-1) (édition française, voir ci-dessous)
- 2008 : Między nami dobrze jest, Lampa i Iskra Boża, Varsovie —  (ISBN 978-83-89603-60-9) (édition française, voir ci-dessous)
- 2012 : Kochanie, zabiłam nasze koty, Noir sur Blanc —  (ISBN 978-8-373-92393-5)[3] (édition française, voir ci-dessous, édition allemande : KiWi)
- 2013 : Dusza światowa, 234 pages, éd. Wydawnictwo Literackie —  (ISBN 978-8-308-05204-4)
- 2014 : Jak zostałam wiedźmą. Opowieść autobiograficzna dla dzieci i dorosłych (littéralement : Comment je suis devenu une sorcière. Conte autobiographique pour enfants et adultes), Illustrations de Marianna Sztyma, 168 pages, éd. Wydawnictwo Literackie, Cracovie —  (ISBN 978-8-308-05362-1)
- 2015 : Miedzy nami dobrze jest, éd. Lampa i Iskra Boza —  (ISBN 978-8-389-60356-2)
- 2015 : Więcej niż możesz zjeść. Felietony parakulinarne (littéralement : Plus que vous ne pouvez manger), 136 pages,, éd. Wydawnictwo Literackie, Cracovie —  (ISBN 978-8-37392-519-9)
- 2017 : Jak przejąć kontrolę nad światem, nie wychodząc z domu (littéralement : Comment prendre le contrôle du monde sans quitter la maison), 232 pages, éd. Wydawnictwo Literackie, Cracovie —  (ISBN 978-8-308-06336-1)
- 2018 : Inni ludzie, éd. Wydawnictwo Literackie, Cracovie —  (ISBN 978-8-308-06510-5) • édition allemande : Andere Leute, traduction Olaf Kühl, 155 pages, éd. Rowohlt, Berlin, 2019 —  (ISBN 978-3-737-10072-4)
- 2020 : Jak przejąć kontrolę nad światem 2 – zbiór felietonów (littéralement : Comment prendre le contrôle du monde 2), éd. Wydawnictwo Literackie, Cracovie —  (ISBN 978-83-08-07044-4).
- 2022 : Bowie w Warszawie – dramat, éd. Wydawnictwo Literackie, Cracovie —  (ISBN 978-83-08-07455-8).
- 2023 : Mam tak samo jak ty – zbiór felietonów, éd. Wydawnictwo Literackie, Cracovie —  (ISBN 978-83-08-08131-0).
- 2024 : Magiczna rana —  (ISBN 978-83-68059-17-5)

### Ouvrages traduits en français
- 2003 : Polococktail Party (Titre original : Wojna polsko-ruska pod flagą biało-czerwoną), traduit du polonais par Zofia Bobowicz, Éd. Noir sur Blanc, Paris —  (ISBN 2-882-50139-0)
- 2008 : Tchatche ou crève (Titre original : Paw królowej), traduit du polonais par Isabelle Jannès-Kalinowski, Éd. Noir sur Blanc, Paris —  (ISBN 2-882-50208-7)
- 2008 : Deux pauvres Roumains parlant polonais (édition bilingue), (Titre original : Dwoje biednych Rumunów mówiących po polsku), traduit du polonais par Kinga Joucaviel, Presses universitaires du Mirail, Toulouse —  (ISBN 978-2-85816-991-7)
- 2011 : Vive le feu ! (On s'entend bien) (Titre original : Między nami dobrze jest), traduit du polonais par Isabelle Jannès-Kalinowski, Éd. Noir sur Blanc, Paris —  (ISBN 978-2-88250-252-0)
- 2013 : Chéri, j’ai tué les chats (Titre original : Kochanie, zabiłam nasze koty), traduit du polonais par Isabelle Jannès-Kalinowski, Éd. Noir sur Blanc, Paris —  (ISBN 978-2-88250-296-4)

## Discographie
- 2014 : Społeczeństwo jest niemiłe (sous le pseudonyme Mister D.)
- 2023 : Wolne (sous le pseudonyme Dorota)

## Adaptation cinématographique
En 2009, son roman Polococktail Party est adapté au cinéma sous le nom Wojna polsko-ruska.

## Prix et distinctions
- 2002 : Passeport de Polityka en littérature[5]
- 2006 : Prix Nike pour Paw królowej[6]
- 2020 : Prix Samuel Bogumił Linde[7]
- 2022 : Passeport de Polityka en création culturelle[8]

## Crédit d'auteurs
- (pl) Cet article est partiellement ou en totalité issu de l’article de Wikipédia en polonais intitulé « Dorota Masłowska » (voir la liste des auteurs).

- (en) Cet article est partiellement ou en totalité issu de l’article de Wikipédia en anglais intitulé « Dorota Masłowska » (voir la liste des auteurs).